# إصلاح النطق القبطي
أدى إصلاح النطق القبطي ، منذ عام 1850، إلى تحولين رئيسين في النطق الليتورجي للهجة البحيرية، وهي اللهجة القبطية المستخدمة كلغة الكنيسة القبطية الأرثوذكسية. وبما أن اللغة القبطية لم تعد اللغة الأم بحلول هذا الوقت، فقد أدى التغيير في التعليم إلى تغيير طريقة التحدث باللغة. نشأت التقليدين في النطق في الاستخدام المعاصر من إصلاحين متعاقبين في القرنين التاسع عشر والعشرين:
- "النطق الإصلاحي" أو "النطق اليوناني البحيري"، الذي فرضه كيرلس الرابع (1854-1861)، يحاكي نطق أصوات اللغة القبطية، على غرار كيفية نطق الأصوات المكتوبة بالحروف المكافئة في اللغة اليونانية الحديثة.
- ويهدف "النطق البحيري القديم" إلى إعادة بناء نطق اللغة كما كان قبل هذا الإصلاح.

## النطق الإصلاحي (اليوناني البحيري)
في عهد البابا كيرلس الرابع بطريرك الإسكندرية (1854-1861)، كانت هناك مناقشات بين الكنيستين القبطية واليونانية الأرثوذكسية في الإسكندرية حول ما إذا كان ينبغي توحيدهما، بحيث يكون بطريرك واحد رئيسًا للكنيستين في مصر. ولم يحدث التوحيد، ولكن أحد المقترحات المقدمة في ذلك الوقت كان جعل نطق اللغة القبطية يتوافق بشكل أوثق مع اللغة اليونانية.
وكان المهندس الرئيسي لهذا المشروع هو ʻ جرجس مفتاح، الذي كان يدرس اللغة القبطية في الكنيسة البطريركية في ذلك الوقت.  وبما أن الأبجدية القبطية تشترك في العديد من الحروف مع الأبجدية اليونانية ، فقد افترض أن أي تغيير في نطق القبطية نحو اليونانية سيكون إصلاحًا إيجابيًا وسيساعد أيضًا في الاتحاد المتوقع بين الكنائس.
في ذلك الوقت، كانت المشاعر الشعبية في مصر قد تحركت بسبب الحملات العسكرية الفرنسية (1798-1801)، حيث بقي علماؤها في مصر لعدة سنوات، وأصبح كثير من الناس يشعرون بأن الأفكار والممارسات الأوروبية كانت متفوقة على العادات المصرية (أو العثمانية ). أدى النطق اليوناني البوهيري إلى إدخال أصوات مثل ‎/[[|ð]]/‏ و ‎/[[|p]]/‏ و ‎/[[|θ]]/‏ و ‎/[[|v]]/‏ بالإضافة إلى زيادة في توقفات الحنجرة.
وقد انتشر النطق الإصلاحي (النطق اليوناني البحيري) من خلال سلطة الكليريكيا (المدرسة اللاهوتية) ولكن ليس من دون جدل، وبحلول الخمسينيات من القرن العشرين أصبح راسخًا في جميع أنحاء مصر باستثناء عدد قليل من الرعايا في صعيد مصر التي ترفض قبول أي كاهن من خارج القرية المحلية. وفي سياق هذه الحملة الإصلاحية، كان يتم الإشارة إلى النطق البحيري القديم بشكل غير دقيق في كثير من الأحيان باسم الصعيدي ، وهو اسم لهجة قبطية أخرى. ومع ذلك، علق بعض علماء الأقباط الأوروبيين على حقيقة أن سكان قرى صعيد مصر احتفظوا بتقاليد أكثر أصالة، وكتبوا بازدراء عن النطق المتأثر باليونانية. أبرز ما علق عليه الدكتور غ. صبحي في مقال له على النطق اليوناني البحيري، قوله: "جميع الكتب الحديثة التي ألفها مؤلفون محليون عن القبطية تتبنى شكلاً مشوهاً إلى حد ما من النطق اليوناني، وتطبقه كلياً على لغتهم. وللأسف، لا أحد من مؤلفينا المحليين هنا يعرف اليونانية بما يكفي ليدرك الأخطاء الفادحة التي يحاول صياغتها في قواعد تنطبق على اللغة القبطية".

## نطق البحيرية القديم
يمكن ذكر العديد من التحذيرات فيما يتعلق بإصلاح النطق اليوناني البحيري:[بحاجة لمصدر]
أ) لا يوجد دليل على أن اللغة القبطية اعتمدت القيم الصوتية الدقيقة للأبجدية اليونانية.
ب) هناك عدم يقين بشأن اللهجة اليونانية التي كانت تتحدث بشكل رئيسي في مصر، أو ما إذا كان الأقباط يتحدثون لهجة مصرية من اللغة اليونانية.
ج) لقد خضعت اللغة اليونانية لعدة تغييرات صوتية طبيعية، لدرجة أن القيم الصوتية للغة اليونانية المشتركة ليست مؤكدة في هذا الوقت.
د) الافتراض القائل بأن العودة إلى اللغة المصدر هي عملية إصلاحية يستند إلى افتراض أن أي لغة مصدر يجب أن تكون نقطة مرجعية للغات الهجينة أو الكريولية أو اللغات العامية. في علم اللغويات الحديث، بمجرد أن تتبنى أمة لغة أو تتبنى عناصر من لغة أخرى في لغتها الخاصة، فإنها تصبح كيانًا منفصلاً، على غرار الفرنسية الكندية أو الإنجليزية الأمريكية، أو البرتغالية البرازيلية، أو لغات أخرى متأثرة بلغات أخرى مثل تأثير اللغة العربية على الفارسية والمالطية والتركية والسواحيلية.
في ستينيات القرن العشرين، وبتشجيع من البابا شنودة الثالث بابا الإسكندرية ، قام الدكتور إميل ماهر بدراسة تاريخ النطق القبطي، وفي عام 1968 أعلن أنه أعاد اكتشاف النطق البحيري القديم . بعد حصوله على الدكتوراه في هذا الموضوع من جامعة أكسفورد (الأطروحة متاحة على الإنترنت)، عاد إلى مصر على أمل استعادة الطريقة القديمة في نطق اللغة القبطية بدلاً من النطق الإصلاحي (يشار إليه أحيانًا باسم اليونانية البوهيمية). وقد تعرض معهد اللغة القبطية الذي كان يدرس ويروج للنطق البحيري القديم لمعارضة شديدة من بعض قادة الكنيسة، ولكن البابا استمر في دعم الدكتور ماهر، ورسمه كاهنًا (الأب شنودة) في تسعينيات القرن العشرين. ويستخدم النطق البحيرى القديم في دير القديس شنودة في روتشستر، نيويورك، الذي يخدم فيه الآن الأب شنودة ماهر.
يعتمد النطق البحيري القديم على الأدلة، باستخدام التسجيلات الصوتية المؤرشفة والنصوص المنقولة عن التقاليد الشفوية لزينيا، ودابيا، وقرى أخرى قام بها علماء مختلفون مثل جورج صبحي، وبترايوس، وجالتير، وماريا كرامر، وروخمونتيكس، بالإضافة إلى أعمال دبليو إتش ووريل وفيسيشل. كما استشار ماهر الوثائق المحفوظة في المكتبات والأديرة في جميع أنحاء مصر، بما في ذلك المخطوطات القبطية المكتوبة بالخط العربي، مثل مخطوطة دمنهور، والنصوص العربية التي تعود إلى القرن العاشر المكتوبة بالأحرف القبطية، كما قام بتحليل أخطاء النسخ الكتابي في تقاليد المخطوطات.

## روابط خارجية
- الأصوات القبطية– مصدر لدراسة الأصوات القبطية
- الأب شنودة ماهر إسحق: النطق البحيري الأصلي
- معلومات عن كل من القبطية الجديدة والقديمة
- نقاش حول استخدام البحيرية القديم مقابل البحيرية اليونانية
- يهدف المنتدى إلى إحياء النطق القديم

1. ↑  Isḥāḳ 1975، volume 1, 2–3.
2. ↑  Isḥāḳ 1975، volume 1, 2.